# Bernardvillé
Bernardvillé är en kommun i departementet Bas-Rhin i regionen Grand Est (tidigare regionen Alsace) i nordöstra Frankrike. Kommunen ligger i kantonen Barr som tillhör arrondissementet Sélestat-Erstein. År 2022 hade Bernardvillé 199 invånare.

## Befolkningsutveckling
Antalet invånare i kommunen Bernardvillé
| Referens: INSEE |